# オフレールステーション

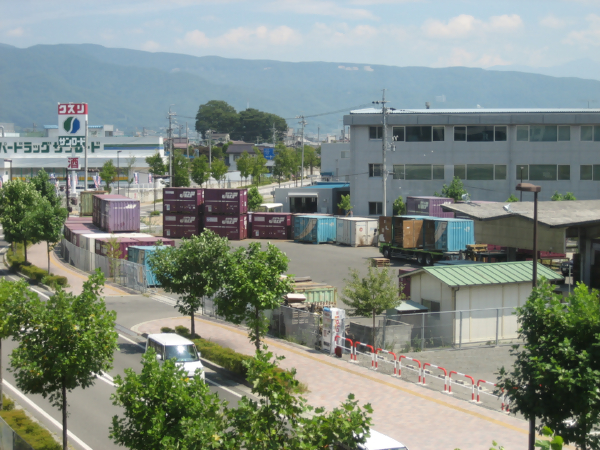
岡谷ORS

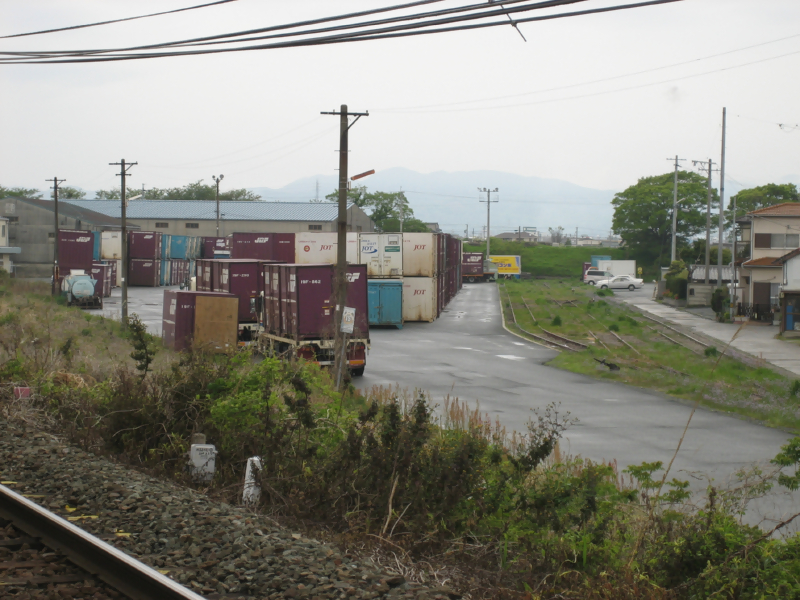
豊橋ORS

オフレールステーション（Off-rail station、略：ORS）は、日本貨物鉄道（JR貨物）の貨物駅の一形態。当初からオフレールステーションとして設立されたものと、自動車代行駅・コンテナセンター（後述）からの改称で発足したものとがある。なお、2010年代後半からはオフレールステーションの一部について業態規模を見直し、「新営業所」へ名称変更された例がある。本稿では新営業所についても合わせて記載する。
名前が示す通り、輸送経路としての線路を伴わない鉄道コンテナ取扱基地（コンテナヤード）であり、貨物列車の発着も当然ない。ただし、自動車代行駅から切り替えられたオフレールステーションには、線路が残っているものもある。他の貨物駅とは最寄りの拠点駅を介して結ばれるため、拠点駅との間にトラック便が1日数往復設定されている。
発着貨物の運賃料金は、自動車代行駅・コンテナセンターを前身に持つオフレールステーションであれば、廃止前・移転前の貨物駅に設定されていた営業キロを使用して算出される。前身の駅がない羽生オフレールステーションでは、トラックの走行距離に応じた料金を別途収受する。

## 歴史

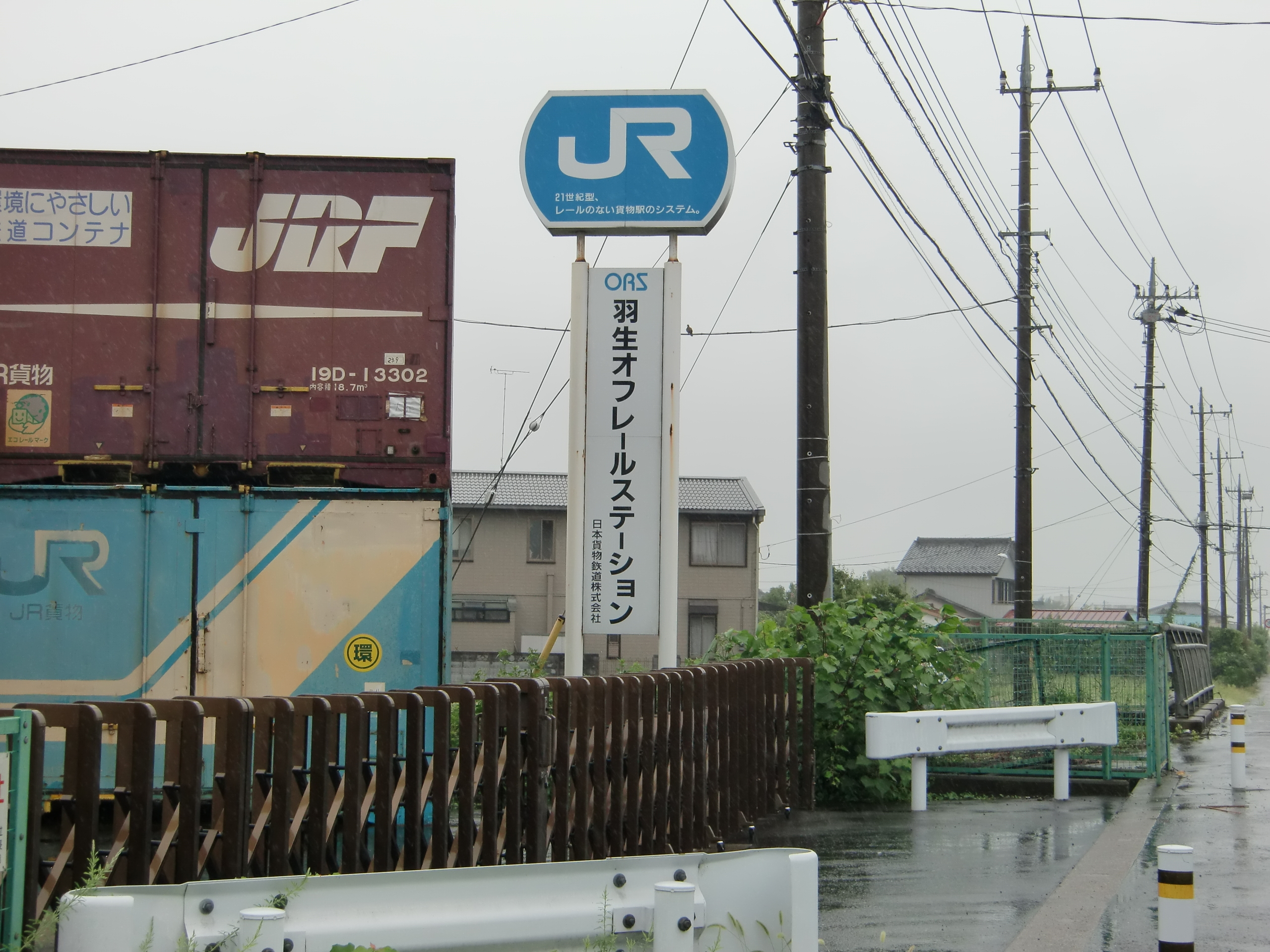
羽生ORS

2000年（平成12年）10月10日に、付近に貨物駅の無かった場所に設置された羽生オフレールステーションがその始まりである。2005年（平成17年）9月14日には刈谷コンテナセンターが移転により刈谷オフレールステーションに改称、2番目の例となった。この両ORSは、周辺に貨物駅が無い地域での荷主の利便性向上や鉄道コンテナの利用促進を目的として開設されたものである。
過去に小規模を含めて全国に散在していた、元々のコンテナ取り扱い駅が合理化で次々と廃止された。これにより、地域によっては細々と続く地場産業（例えば、農業や野菜 ・ 葉タバコ栽培 ・ 陶器やレンガ等の窯業）の出荷困難などの弊害もあり、その代わりの打開策として同じ方式を採用していた自動車代行駅とコンテナセンターの名称を2006年（平成18年）4月1日に、オフレールステーションに統一することになり、33か所になった。その後3か所追加され、2009年5月時点でオフレールステーションは36か所存在していた。
しかし、2010年代に入るとそのトラック便の設定が廃止され、オフレールステーションとしても営業終了する例も発生している。結果的に2010年以降5か所の追加と8か所の営業終了が行われ、2025年3月時点では33か所となっている。また、その一部は前述のように2010年代後半に「新営業所」へと転換されている。
自動車代行駅
最寄の拠点貨物駅との間を列車輸送に代えてトラック輸送を行う駅の通称。1996年（平成8年）から利用の減少した、または拠点駅に近接していた一部の貨物駅が指定され、トラック輸送に切り替えられた。一部はJR貨物の第二種鉄道事業廃止で駅としては廃止になり、コンテナセンターに切り替えられたものもあった。設定時は11駅が指定されたが、名称統一時には18駅になっていた。
コンテナセンター
利用の減少した貨物駅を廃止し、その代替として設置した施設。自動車代行駅と同様、最寄の貨物列車発着駅との間でトラック輸送を行っていた。1986年11月1日国鉄ダイヤ改正で13か所に設置された。名称統一時には15か所あったが、北見・富良野のコンテナセンターは駅に統合されORSにはならなかった。
なお、国鉄時代にも自動車専用の貨物駅は存在していた。当時は自動車局の事業であり、バス路線に沿ってトラックを運行しており、国鉄で運行している場合もあれば日本通運に委託しているケースもあった。その中でも長野県の北山線（茅野駅 - 泉野・糸萱・蓼科）は自動車貨物線として、4箇所（信濃玉川、信濃山寺、蓼科、泉野）の貨物専用自動車駅が存在しており、特に信濃玉川は駅名表記こそ消されたものの、現在でも建物が残っている。

## 年表
- 1986年（昭和61年）11月1日 - 日本国有鉄道（国鉄）により、コンテナセンター開設。当時は、北見・富良野・小樽築港・羽後本荘・岡谷・刈谷・福知山・和歌山・広・徳島・高知・都城・宮崎の合計13か所。
- 1987年（昭和62年）4月1日 - 国鉄分割民営化により、JR貨物が継承。
- 1991年（平成3年）7月31日 - 佐土原駅貨物取扱再開に伴い、宮崎コンテナセンター廃止。
- 1996年（平成8年）
  - 3月16日 - 自動車代行輸送開始[4]。横手・山形・古川・会津若松・小山・中条・魚津・糸崎・東松江・有田・大牟田の11駅を自動車代行駅に指定[4]。
  - 9月1日 - 名寄駅を自動車代行駅に指定。
- 1997年（平成9年）
  - 3月22日 - 中斜里・柏崎・新守山の3駅を自動車代行駅に指定。
  - 10月1日 - 湖山駅を自動車代行駅に指定。
- 1998年（平成10年）
  - 3月14日 - 東能代・東福島の2駅を自動車代行駅に指定。
  - 4月1日 - 東三条駅を自動車代行駅に指定。
  - 10月3日 - 安中・八王子・豊橋・防府貨物・佐土原の5駅を自動車代行駅に指定、合計24駅となる。
- 1999年（平成11年）
  - 4月1日 - 安中・小山の2駅の自動車代行輸送を廃止。西湘貨物駅を自動車代行駅に指定。
  - 7月1日 - 長崎駅を自動車代行駅に指定。
- 2000年（平成12年）10月10日 - 羽生オフレールステーション開設[1][2]。
- 2002年（平成14年）
  - 4月1日 - 第二種鉄道事業廃止に伴い中斜里・山形・古川の3駅を廃止、コンテナセンターに切り替え。
  - 11月1日 - 西湘貨物駅の自動車代行輸送を廃止。
- 2004年（平成16年）4月1日 - 第二種鉄道事業廃止に伴い湖山駅を廃止、コンテナセンターに切り替え。
- 2005年（平成17年）
  - 5月1日 - 新守山駅の自動車代行輸送を廃止。
  - 9月14日 - 刈谷コンテナセンターが刈谷オフレールステーションに改称[3]。
- 2006年（平成18年）4月1日 - 13か所のコンテナセンターがオフレールステーションに改称、18の自動車代行駅がオフレールステーションとなる。
- 2007年（平成19年）3月18日 - 矢板オフレールステーション開設。
- 2008年（平成20年）3月15日 - 青海オフレールステーション開設。
- 2009年（平成21年）4月1日 - 敦賀港オフレールステーション開設。
- 2010年（平成22年）4月1日 - 防府貨物駅が鉄道駅としては廃駅となり、防府貨物オフレールステーションはかつてのコンテナセンターと同じ扱いとなる[5]。
- 2012年（平成24年）
  - 3月17日 - 六原・名取・水戸の3ヶ所のオフレールステーションを開設。
  - 4月1日 - 東三条・広の2ヶ所のオフレールステーションの営業を終了（東三条駅は車扱臨時取扱駅として存続）[6]。
- 2013年（平成25年）3月16日 - 東能代オフレールステーションの営業を終了（東能代駅は車扱臨時取扱駅として存続）。
- 2014年（平成26年）5月7日 - 羽前水沢オフレールステーション開設[7]。
- 2015年（平成27年）4月1日 - 第二種鉄道事業廃止に伴い東松江駅が貨物駅としては廃止扱いとなり、東松江オフレールステーションはかつてのコンテナセンターと同じ扱いとなる。
- 2016年（平成28年）10月1日 - 名取オフレールステーションの営業を終了[8][9]（名取駅は定期便なしのコンテナ取扱駅として存続）。敦賀港・東松江の2ヶ所のオフレールステーションを新営業所に業態変更[10]。
- 2017年（平成29年）
  - 4月1日 - 羽前水沢・魚津の2ヶ所のオフレールステーションの営業を終了（どちらの駅も車扱臨時取扱駅として存続）[11]。
  - 10月1日 - 防府貨物オフレールステーションを新営業所に業態変更[5]。
- 2018年（平成30年）4月1日 - 横手・岡谷・和歌山・糸崎の4ヶ所のオフレールステーションを新営業所に業態変更[12]。
- 2019年（平成31年）4月1日 - 敦賀港線廃線に伴い敦賀港駅が鉄道駅としては廃駅となり、敦賀港新営業所はかつてのコンテナセンターと同じ扱いとなる[13]。
- 2019年（令和元年）10月1日 - 弘前新営業所開設[14]。
- 2021年（令和3年）5月1日 - 糸崎新営業所の営業を終了（糸崎駅は車扱臨時取扱駅として存続）[15]。
- 2022年（令和4年）9月23日 - 第二種鉄道事業廃止に伴い有田駅と長崎駅が貨物駅としては廃止扱いとなり、有田・長崎の2ヶ所のオフレールステーションはかつてのコンテナセンターと同じ扱いとなる。
- 2025年（令和7年）3月15日 - 敦賀港新営業所の営業を終了[16]。

## オフレールステーション一覧
| 名称                           | 拠点駅                                                                        | 備考                                         |
| ------------------------------ | ----------------------------------------------------------------------------- | -------------------------------------------- |
| 中斜里オフレールステーション   | 釧路貨物駅                                                                    | 旧・中斜里コンテナセンター                   |
| 名寄オフレールステーション     | 北旭川駅                                                                      | 名寄駅構内                                   |
| 小樽築港オフレールステーション | 札幌貨物ターミナル駅                                                          | 旧・小樽築港コンテナセンター                 |
| 弘前新営業所                   | 東青森駅                                                                      | 弘前駅構内                                   |
| 六原オフレールステーション     | 水沢駅                                                                        | 六原駅構内                                   |
| 横手新営業所                   | 秋田貨物駅                                                                    | 横手駅構内                                   |
| 羽後本荘オフレールステーション | 秋田貨物駅                                                                    | 旧・羽後本荘コンテナセンター                 |
| 山形オフレールステーション     | 仙台貨物ターミナル駅                                                          | 旧・山形コンテナセンター                     |
| 古川オフレールステーション     | 仙台貨物ターミナル駅                                                          | 旧・古川コンテナセンター                     |
| 会津若松オフレールステーション | 郡山貨物ターミナル駅                                                          | 会津若松駅構内                               |
| 東福島オフレールステーション   | 郡山貨物ターミナル駅                                                          | 東福島駅構内                                 |
| 水戸オフレールステーション     | 土浦駅                                                                        | 水戸駅構内                                   |
| 中条オフレールステーション     | 新潟貨物ターミナル駅                                                          | 中条駅構内                                   |
| 柏崎オフレールステーション     | 南長岡駅                                                                      | 柏崎駅構内                                   |
| 青海オフレールステーション     | 黒井駅・富山貨物駅                                                            | 青海駅構内                                   |
| 八王子オフレールステーション   | 梶ヶ谷貨物ターミナル駅                                                        | 八王子駅構内                                 |
| 矢板オフレールステーション     | 宇都宮貨物ターミナル駅                                                        | 矢板駅構内                                   |
| 羽生オフレールステーション     | 越谷貨物ターミナル駅・宇都宮貨物ターミナル駅                                  |                                              |
| 岡谷新営業所                   | 南松本駅                                                                      | 旧・岡谷コンテナセンター                     |
| 豊橋オフレールステーション     | 西浜松駅                                                                      | 船町駅に隣接                                 |
| 刈谷オフレールステーション     | 名古屋貨物ターミナル駅                                                        |                                              |
| 和歌山新営業所                 | 大阪貨物ターミナル駅・吹田貨物ターミナル駅 ・安治川口駅・百済貨物ターミナル駅 | 旧・和歌山コンテナセンター                   |
| 福知山オフレールステーション   | 大阪貨物ターミナル駅・吹田貨物ターミナル駅 ・安治川口駅・百済貨物ターミナル駅 | 旧・福知山コンテナセンター                   |
| 湖山オフレールステーション     | 姫路貨物駅                                                                    | 旧・湖山コンテナセンター                     |
| 東松江新営業所                 | 伯耆大山駅                                                                    | 東松江駅構内（JR貨物の鉄道駅としては廃止済） |
| 高知オフレールステーション     | 高松貨物ターミナル駅                                                          | 旧・高知コンテナセンター                     |
| 徳島オフレールステーション     | 高松貨物ターミナル駅                                                          | 旧・徳島コンテナセンター                     |
| 防府貨物新営業所               | 新南陽駅                                                                      | 旧・防府貨物駅                               |
| 大牟田オフレールステーション   | 鳥栖貨物ターミナル駅                                                          | 大牟田駅構内                                 |
| 長崎オフレールステーション     | 鍋島駅                                                                        | 長崎駅構内（JR貨物の鉄道駅としては廃止済）   |
| 有田オフレールステーション     | 鍋島駅                                                                        | 有田駅構内（JR貨物の鉄道駅としては廃止済）   |
| 佐土原オフレールステーション   | 延岡駅                                                                        | 佐土原駅構内                                 |
| 都城オフレールステーション     | 鹿児島貨物ターミナル駅                                                        | 旧・都城コンテナセンター                     |

なお、オフレールステーションではないが、北見駅と富良野駅の2駅は、年間を通して自動車代行を行っており、輸送量が多くなる季節は臨時貨物列車も設定される。

### 既に営業を終了したオフレールステーション
| 名称                           | 拠点駅                         | 備考                                 |
| ------------------------------ | ------------------------------ | ------------------------------------ |
| 東能代オフレールステーション   | 秋田貨物駅                     | 東能代駅構内（貨物駅は名目上存続）   |
| 名取オフレールステーション     | 仙台貨物ターミナル駅           | 名取駅構内（貨物駅は名目上存続）     |
| 羽前水沢オフレールステーション | 酒田港駅                       | 羽前水沢駅構内（貨物駅は名目上存続） |
| 東三条オフレールステーション   | 新潟貨物ターミナル駅・南長岡駅 | 東三条駅構内（貨物駅は名目上存続）   |
| 魚津オフレールステーション     | 富山貨物駅                     | 魚津駅構内（貨物駅は名目上存続）     |
| 敦賀港新営業所                 | 南福井駅                       | 旧・敦賀港駅                         |
| 糸崎新営業所                   | 東福山駅                       | 糸崎駅構内（貨物駅は名目上存続）     |
| 広オフレールステーション       | 広島貨物ターミナル駅           | 広駅構内（旧・広コンテナセンター）   |